# Olivo dei 30 zoccoli
L'Olivo dei 30 zoccoli è un albero monumentale situato in località Piano del Quercione nel comune di Massarosa.
Si tratta di un esemplare di olivo (Olea europea). Ha una circonferenza del tronco di 10,50 m, è alto 9 m e ha quasi 700 anni.

## Storia
È iscritto nella lista degli alberi monumentali della Toscana e nel 2007 ha ricevuto il Premio Touring Club, riconoscimento indetto dai consoli TCI della Toscana per gli alberi monumentali. Che lo si possa dichiarare millenario senza, con questo, voler soltanto dire che è molto antico, è testimoniato da uno scritto di un autore tedesco del 1700, Georg Christoph Martini, il quale, nel suo "Viaggio in Toscana (1725-1745)", racconta del suo incontro con la pianta: "A un buon miglio da Massarosa... si trovano le proprietà terriere dei signori Minutoli e Bottini... Il signor Filippo Bottini nei suoi oliveti ne aveva uno che vidi proprio all'epoca della raccolta: c'erano sopra 13 persone che battevano le olive con delle pertiche, come qui si usa..." Da qui la ragione del suo nome. Quali dovevano infatti essere, all'epoca dell'episodio riportato dallo scrittore, le calzature indossate dai contadini che lavoravano sulla pianta? Quasi certamente degli zoccoli, quindi 26 zoccoli alla base della pianta. Ma 26 è una cifra anonima ed in questi casi si arrotonda (Come nell'altrettanto famoso "Castagno dei cento cavalli").
L'ulivo oggi appare come un insieme di tronchi di dimensioni molto diverse, divisi da spazi più o meno estesi. A livello del suolo, tuttavia, si scorge una ceppaia unica, dalla quale essi traggono origine, ad eccezione di un germoglio molto giovane che sorge da un ceppo leggermente distanziato dal resto. Questo germoglio è ciò che rimane di un enorme tronco che volgeva verso sud e che, nel 1990, a seguito di un autunno molto piovoso, sotto lo sforzo del suo stesso peso, cadde, spezzandosi proprio alla base. Fu reciso totalmente e ne fu interrata nuovamente la ceppaia che l'anno seguente germogliò, dando origine a questo giovane virgulto.
Attualmente l'ulivo non è più rigoglioso come ai tempi del Martini. Le sue alterne vicende hanno portato fino a noi una pianta il cui deperimento deve essere iniziato verso il 1960, forse dovuto al crescente inquinamento atmosferico, poiché gli anziani contadini del luogo ricordano ancora quando, nelle afose serate d'estate, si radunavano all'ombra della sua folta chioma (quindi più estesa di ora) ed, addirittura, giocavano a carte, in quattro, su un tavolinetto di pietra posto proprio al centro della ceppaia.
Quanto alla sua età, leggendaria o meno, nei dintorni era conosciuto come "L'olivo di Cristo" quindi si presumeva avere almeno due millenni. Recenti indagini da parte di docenti della Facoltà di Botanica di Pisa però gli attribuiscono una età approssimata di 700-800 anni, in ragione della estensione della ceppaia. Infatti la peculiare caratteristica dell'ulivo, di crescere verso l'esterno, seccando all'interno, rende difficilissimo stabilire con metodi scientifici la sua età in quanto proprio le parti più antiche della pianta probabilmente non esistono più, essendo marcite o erose dal passare dei secoli.